# Yerbas Buenas
Yerbas Buenas es una comuna chilena ubicada en Provincia de Linares, en la zona central de Chile, perteneciente a la Región del Maule, y del pueblo que sirve de cabecera de comuna, ubicado a 12 kilómetros al noreste de la ciudad de Linares, la capital provincial.
Posee un patrimonio arquitectónico e histórico muy destacado y es un real ejemplo de la villa rural colonial chilena, conservando la atmósfera de entonces y enriqueciendo el patrimonio cultural de la provincia, la región y el país.
La comuna, una de las más pequeñas de la región, tiene 262 km² y se ubica en su totalidad dentro de la depresión intermedia. Limita al norte con San Clemente (Provincia de Talca); al sur, con Linares; al oeste, con Villa Alegre y San Javier, y al este, con Colbún.

## Historia

### Declaración de Zona Típica
En 1987, por medio del decreto 548 del Ministerio de Educación, se declara como Zona Típica al sector que rodea la Plaza de Armas de Yerbas Buenas, señalando además que esta zona "constituye un área homogénea que ha mantenido con mucha fidelidad y pureza las características de nuestra vivienda rural del primer cuarto del siglo XIX y conserva vivo el recuerdo de la acción de guerra, que abrió la senda de la Independencia de Chile y virtualmente el nacimiento del espíritu de nacionalidad y patriotismo entre los chilenos".

## Medio ambiente

### Geomorfología y componentes abióticos

Trazado simplificado de los ecosistemas y cuerpos de agua presentes en la comuna de Yerbas Buenas.

La comuna de Yerbas Buenas se encuentra emplazada en la unidad geomorfológica de Llano central fluvio-glacio-volcanico; y presenta según la clasificación climática de Köppen clima mediterráneo de lluvia invernal (Csb). Esta además se halla en la cuenca hidrográfica de río Maule. Además, la comuna posee diversos cuerpos de agua, entre los que se destacan el río Putagan.

### Componentes bióticos
Dentro del territorio de la comuna se pueden hallar los siguientes ecosistemas:
- Bosque esclerófilo mediterráneo interior donde predominan Lithrea caustica y Peumus boldus (En peligro)
- Bosque espinoso mediterráneo interior donde predominan Acacia caven y Lithrea caustica (En peligro)

### Medidas de protección ambiental y conflictos socioambientales
Hasta 2022, la comuna de Yerbas Buenas no cuenta con áreas territoriales destinadas a la protección ambiental.

## Demografía

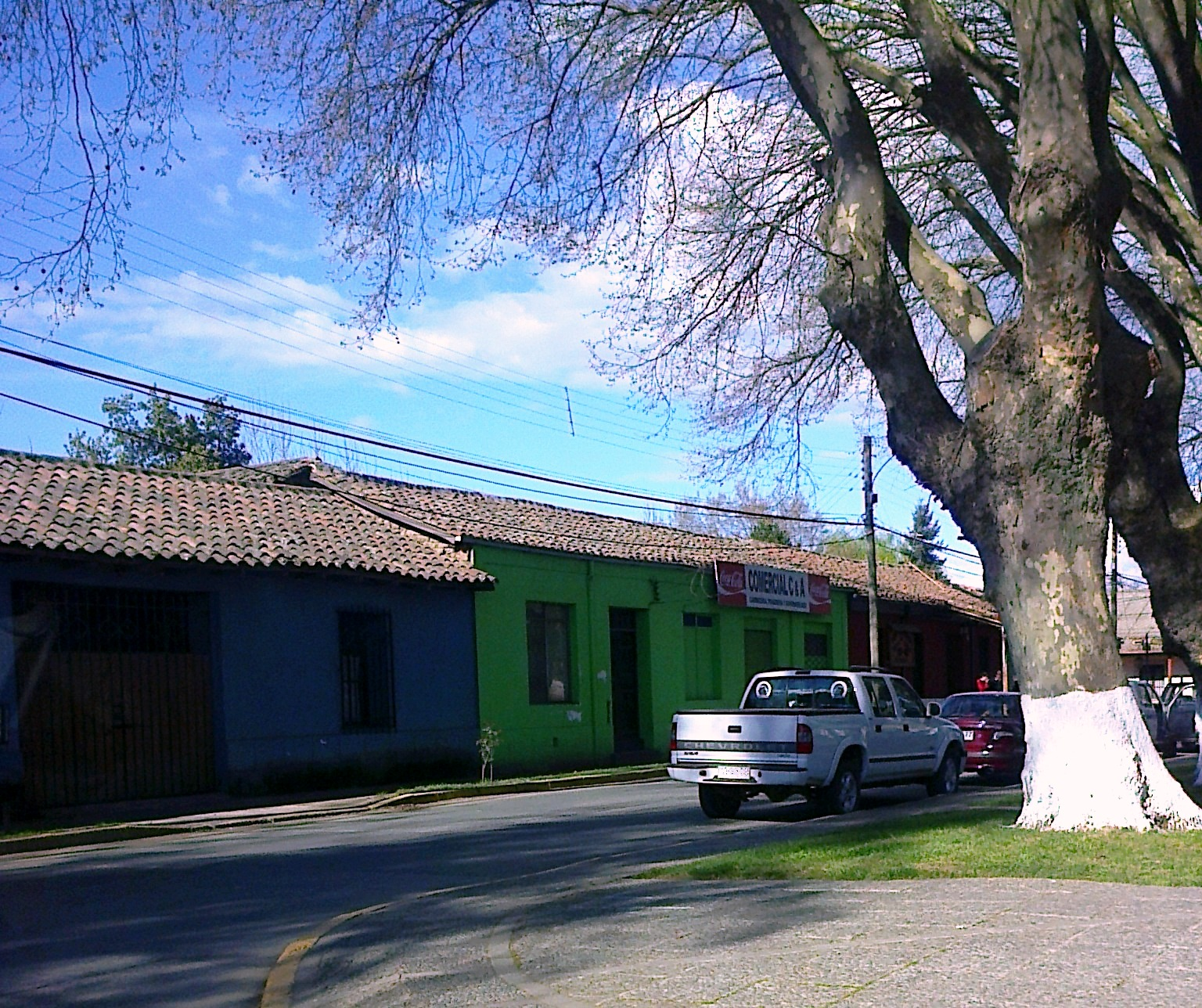
Plaza de Armas de Yerbas Buenas

La comuna de Yerbas Buenas abarca una superficie de 262,1 km² y una población de 16.134 habitantes (censo INE año 2002), correspondientes a un 1,61% de la población total de la región y una densidad de 61,56 hab/km². Del total de la población, 7.754 son mujeres (48,06%) y 8.380 son hombres (51,94%). Un 90,11% (14.539 háb.) corresponde a población rural, y un 9,89% (1.595 hábs.) corresponde a población urbana.
Es una de las comunas que más creció en la provincia entre los censos de 1992 y de 2002. En parte, ello se debe a su cercanía a la capital provincial de la cual, el sector más meridional de la comuna de Yerbas Buenas, se está transformando en un suburbio, favorecido por grupos más acomodados de residentes. Otro polo de atracción demográfica es el extremo septentrional de la comuna, pero por otra razón: la ubicación allí de la industria CMPC Cartulinas Maule.

## Administración

### Municipalidad

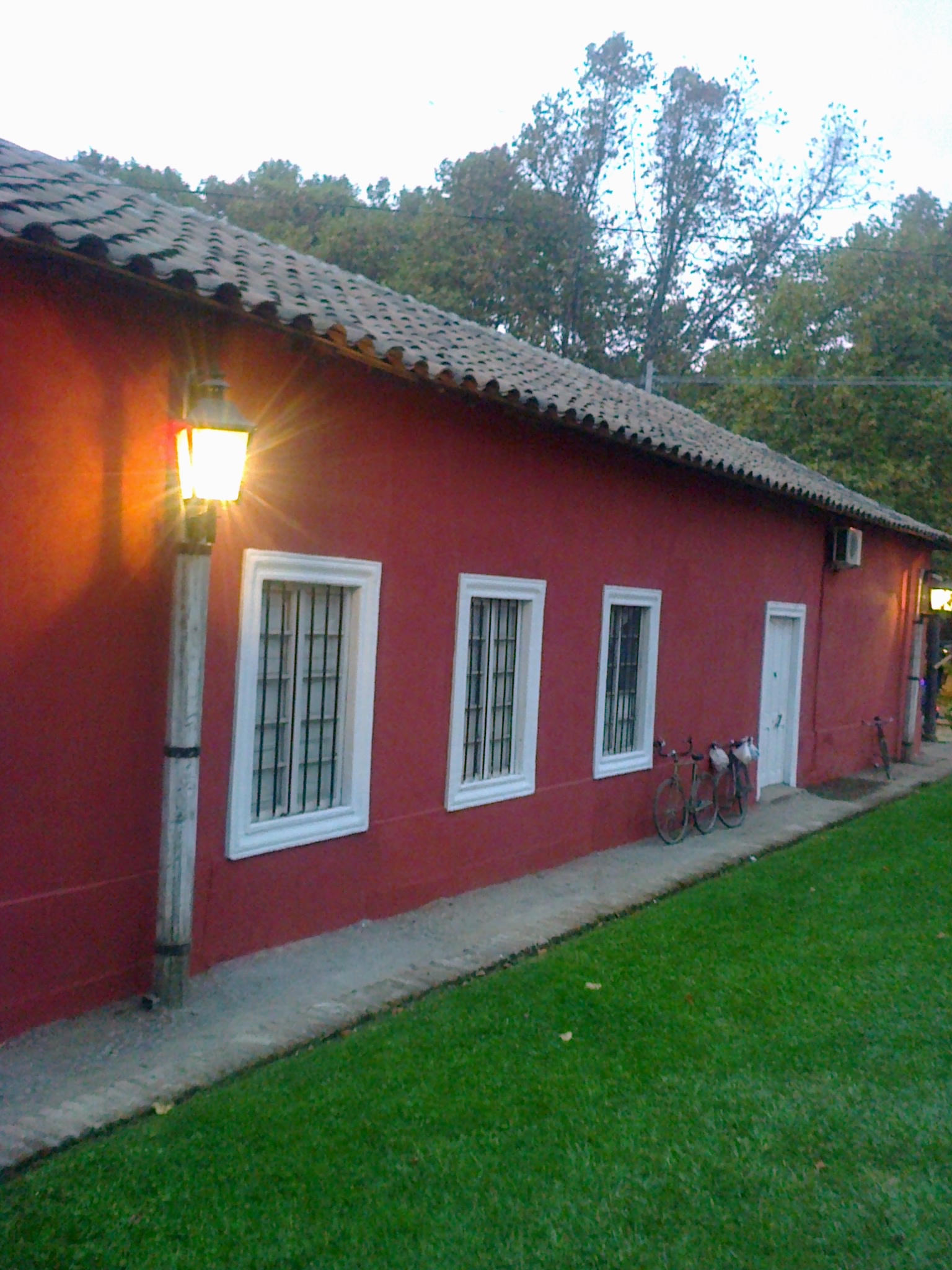
Casa típica del centro urbano de Yerbas Buenas.

El Alcalde de Yerbas Buenas es Jonathan Norambuena .
Los miembros del concejo comunal son los siguientes:
- José Parra Parada (UDI)
- Rodrigo González Villalobos (RN)
- Flavio Hernán Ramos Gutiérrez (PPD)
- Cristina Zehender Soto (DC)
- Michael Méndez González (UDI)
- Cristián Patricio Fuentealba Retamal (PR)

### Representación parlamentaria
Yerbas Buenas forma parte de la Circunscripción Senatorial IX y del Distrito Electoral 18. Es representada en la Cámara de Diputados del Congreso Nacional por los siguientes diputados:
- Gustavo Benavente Vergara (Unión Demócrata Independiente)
- Paula Labra Besserer (IND - RN)
- Jaime Naranjo Ortiz (Partido Socialista de Chile)
- Consuelo de Los Ángeles Veloso Ávila (Revolución Democrática)

En el Senado, la representan:
- Paulina Vodanovic Rojas (PS)
- Juan Antonio Coloma Correa (UDI)
- Juan Castro Prieto (IND - RN)
- Ximena Rincón González (D)
- Rodrigo Galilea Vial (RN)

## Economía
En 2018, la cantidad de empresas registradas en Yerbas Buenas fue de 179. El Índice de Complejidad Económica (ECI) en el mismo año fue de -0,69, mientras que las actividades económicas con mayor índice de Ventaja Comparativa Revelada (RCA) fueron Extracción de Nitratos y Yodo (949,04), Cultivo de Maíz (187,29) y Elaboración de otros Productos Alimenticios (58,98).

## Cultura

### Yerbabueninos
La comuna de Yerbas Buenas ha sido cuna de diversas figuras célebres en distintos ámbitos. Entre ellos se encuentra Estanislao Astete Osses, quien fue el primer alcalde de Yerbas Buenas, y el diplomático César Correa Barros. En el ámbito literario, destacan el poeta surrealista Eduardo Anguita, el poeta Max Jara, y el escritor Reinaldo Muñoz Olave. En la historia militar, resalta Juan de las Rosas Oliveros, veterano de la Guerra del Pacífico, y en el ámbito religioso y arquitectónico, José Heráclito Merino Ávila fue un destacado arquitecto y cura párroco de la comuna. También se menciona al brigadier de las tropas realistas Antonio Pareja.

## Lugares de interés

Antiguo escudo de Yerbas Buenas, usado hasta 2024

### Museo Histórico de Yerbas Buenas
El Museo Histórico de Yerbas Buenas se encuentra alojado en el edificio que es el de mayor mérito y antigüedad del pueblo y sus alrededores. Se le considera el único testigo que subsiste de los albores de la independencia de Chile. Sus muros son de adobe, el piso, de ladrillo cuadrado, el cielo, de coligüe amarrado con cuero, las vigas a la vista, y la techumbre, de tejas de arcilla.
Esta fue la casa donde se hospedó el general español brigadier Antonio Pareja, comandante del ejército realista, la noche del 26 de abril de 1813. Las tropas de Pareja y las tropas patriotas sostuvieron lo que fue el primer encuentro importante en la gesta emancipadora de Chile, conocido hasta hoy como la "Sorpresa de Yerbas Buenas".
Este edificio es actualmente Monumento Histórico Nacional desde el 22 de agosto de 1984. El Museo está ubicado en la calle Juan de Dios Puga y está inserto en el sector declarado "Zona Típica". También son parte de dicho sector: la Plaza de Armas, la Avenida Centenario con sus corredores coloniales, la Iglesia de la Santa Cruz y la Medialuna del pueblo.
El casco antiguo de la comuna de Yerbas Buenas, junto con un sector aledaño, fueron utilizados para las grabaciones de la teleseries del canal TVN, Los Pincheira y del canal Mega, Pobre gallo.

### Otras localidades
También es de gran atractivo la localidad de Abranquil (en mapudungún: fin del Carrizal), cuya calle principal es Avenida Leonor Ferrada, en honor a una antigua benefactora de la localidad, donde se puede apreciar la arquitectura colonial de la zona. En la localidad circunscrita a Yerbas Buenas, se encuentran casonas de origen español y criollo, que sirvieron como fuente de inspiración para grabar la telenovela Los Pincheira de Televisión Nacional de Chile (TVN).

### Tren Chico
Locomotora a vapor o más bien conocida por Tren Chico. El 3 de enero de 1910, en una significativa ceremonia entre jefes y obreros se clava el primer riel de la línea férrea de Linares a Colbún, cuya construcción demoró 6 años.
En abril de 1913 fue inaugurado el Tren Llegando a la Comuna de Yerbas Buenas, todo en la celebraciones del centenario de la Batalla. Una de sus paradas principales se encontraba las Termas de Panimávida. La locomotora diminuta poseía una trocha de solo 60cm, al ser un tren de pequeñas proporciones los usuarios la denominaron como "Tren Chico".
Por más de 40 años funcionó hasta que sufre un grave accidente con un microbús quedando destrozada completamente.